# Маянский голубой
Майянский голубой (исп. azul maya) — яркий лазурно-синий пигмент, производившийся культурами доколумбовой Мезоамерики, такими как майя и ацтеки.

## Производство
Маянский голубой пигмент представляет собой смесь органических и неорганических компонентов, в первую очередь красителей индиго, получаемых из листьев растения анил (Indigofera suffruticosa), в сочетании с палыгорскитом, природной глиной, хотя сведений о её обильных месторождениях в Мезоамерике нет. Также были обнаружены меньшие следовые количества других минеральных добавок.

## Использование
Маянский голубой цвет впервые появился около 800 г., и он все ещё использовался в XVI веке в нескольких монастырях колониальной Мексики, особенно в картинах индейца Хуана Жерсона в Текамачалько. Эти картины являются ярким примером сочетания индийских и европейских техник, иногда называемых индохристианским искусством. После этого технологии его производства в Мексике были утеряны, но на Кубе известны случаи его применения вплоть до 1830 года.

## Устойчивость к атмосферным воздействиям

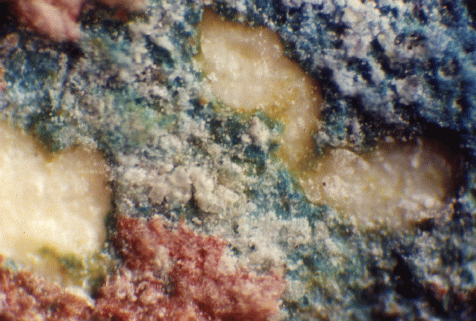
Микроскопическое изображение росписи в Бонампаке

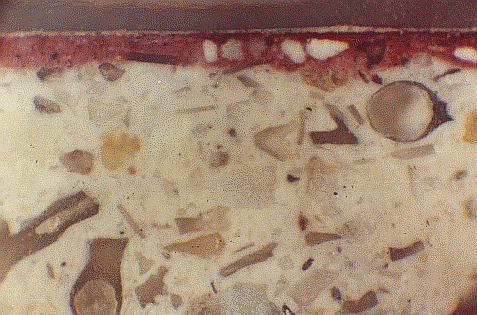
Микроскопическое изображение фрески в Теотиуакане

Несмотря на время и суровые погодные условия, картины, окрашенные синим цветом майя, со временем не потускнели. Цвет устойчив к химическим растворителям и кислотам, таким как азотная кислота. Была проверена его устойчивость к химическому воздействию (кислоты, щелочи, растворители и т. д.) и биодеградации, и было показано, что маянский голубой является чрезвычайно стойким пигментом, но может быть разрушен кислотой при кипячении.
Из-за своих исключительно стойких цветовых свойств маянский голубой является культовой системой, которая привела к палео-вдохновленной химии, то есть созданию новых пигментов, таких как маянский фиолетовый, которые используют молекулярную структуру маянского голубого для создания новых комбинаций пигментов.

## Исследование химического состава
Химический состав соединения был определён с помощью порошковой дифракции в 1950-х годах, и было обнаружено, что он представляет собой смесь палыгорскита и индиго, наиболее вероятно полученного из листьев анила. Настоящий рецепт воспроизведения маянского голубого пигмента был опубликован в 1993 году мексиканским историком и химиком Константино Рейесом-Валерио. В его статье описаны комбинация различных глин (палыгорскит и монтмориллонит) вместе с использованием листьев анила и собственно процесс смешения. Достижение Рейеса-Валерио стало возможно благодаря его двум образованиям в области истории и химии, тщательному пересмотру первичных текстов (Саагун, Эрнандес, Хименес и другие), микроскопическому анализу фресок и инфракрасной спектроскопии с преобразованием Фурье.

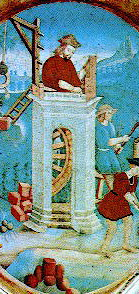
Мексиканская колониальная живопись Хуана Жерсона, в которой использовался маянский голубой цвет: эта техника исчезла в ранний колониальный период.

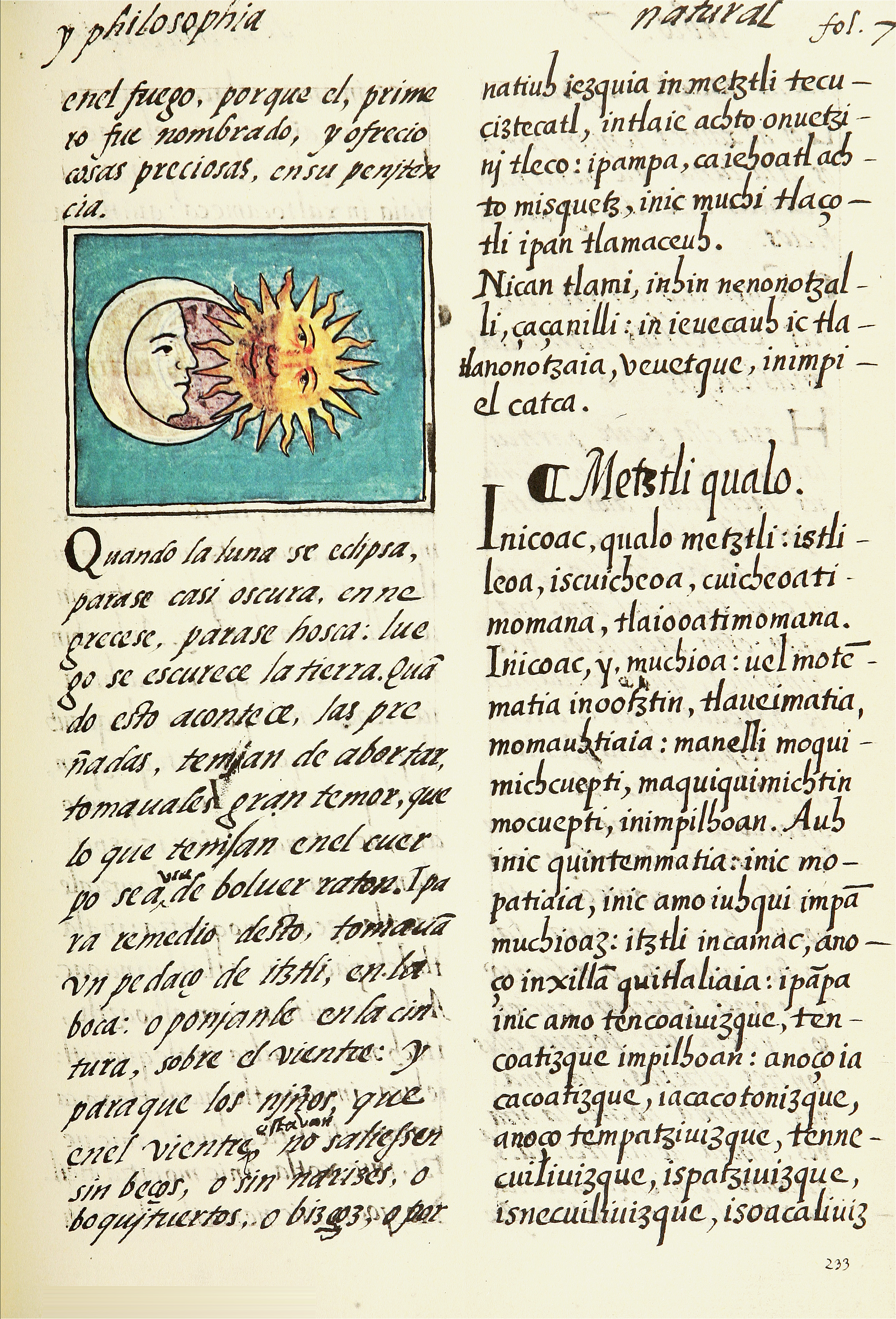
Маянский голубой, используемый во Флорентийском кодексе

После публикации формулы производства пигмента в книге «De Bonampak al Templo Mayor: Historia del Azul Maya en Mesoamerica» многие разработки в химическом анализе пигмента произошли в результате сотрудничества между Рейесом-Валерио и европейскими учеными.
Всестороннее исследование пигмента, описывающее историю, экспериментальные методы исследования (дифракционные исследования, инфракрасная спектроскопия, рамановская спектроскопия, оптическая спектроскопия, вольтамперометрия, ядерно-магнитный резонанс и компьютерное моделирование), синтез, свойства и природу маянского голубого и его исследования в связи с археологическим и историческим контекстом было опубликовано в журнале «Developments in Clay Science».

## Применение в культуре
Доколумбова американская культура
- В Америке маянский голубой использовался в качестве красителя в доколумбовых произведениях искусства, скульптурах, фресках и текстиле (вероятно), а также для иллюминирования мезоамериканских кодексов. Например, многие иллюстрации во Флорентийском кодексе, написанные Бернардино де Саагуном, содержат маянский голубой цвет[9].

- Использование маянского голубого цвета было подтверждено в Кодексе Гролье и помогло подтвердить подлинность документа, теперь известного как Мексиканский кодекс майя.

- Недавние исследования также предполагают, что маянский голубой цвет, возможно, сыграл важную роль в человеческих жертвоприношениях Чаку в Чичен-Ице, которые как производились на месте жертвоприношения, так и использовались для окраски тел жертв[10].

- Маянский голубой ассоциируется с центром пламени. Удерживая больше всего тепла и, следовательно, больше всего тональности, синий цвет считается драгоценным[11].